# Leonard Whiting
Leonard Whiting (Londres, 30 de junho de 1950) é um ator e cantor inglês, mais conhecido por seu papel como Romeo Montecchio, na versão cinematográfica de Franco Zeffirelli,  Romeu e Julieta, de 1968, baseada na obra de William Shakespeare. Whiting fez par com Olivia Hussey, que interpretou Julieta, um papel que lhe valeu o Globo de Ouro de melhor ator revelação.

## Biografia
Whiting nasceu na área de Wood Green, em Londres, Inglaterra, filho único de Peggy Joyce (O'Sullivan) e Arthur Leonard Whiting. Ele tem ascendência inglesa, irlandesa e romani / cigana. Whiting frequentou a escola St. Richard of Chichester, em Camden Town, deixando apenas uma ou duas semanas antes de começar a trabalhar nas gravações de Romeu e Julieta.

## Carreira
Whiting foi descoberto por um agente no Connaught Rooms, onde ele se apresentava em um casamento judeu aos 12 anos de idade. Ele cantou apenas uma música ("Summertime") que ele havia ensaiado como uma música única com o grupo Teal Lewis and the Fourtunes, que era o entretenimento da noite. Isso foi criado por seu pai para que ele fosse notado. Depois de ouvi-lo cantar, o agente sugeriu que ele tentasse o Oliver! de Lionel Bart, que constantemente precisava de substituições para seus filhos artistas. Whiting tocou o Artful Dodger no musical de longa data de Londres por 18 meses e por 13 meses apareceu no Teatro Nacional de Laurence Olivier na produção de Love for Love, de William Congreve, ao lado de Olivier, que percorreu Moscou e Berlim.
O diretor Franco Zeffirelli descreveu sua descoberta, feita com 300 jovens que fizeram o teste durante mais de três meses: "Ele tem um rosto magnífico, melancolia suave, doce, o tipo de jovem idealista que Romeu deveria ser". O ator tinha somente 17 anos quando gravou o filme. Na ocasião das gravações do filme, Whiting se apaixonou por Olivia Hussey, como explicou em uma entrevista em 1995: Eu era loucamente apaixonado por ela. Mas nossos caminhos não coincidiram, infelizmente. Ninguém entende o motivo, mas é verdade. Eu gostava muito dela.
Ele também é conhecido por sua parte no palco como Artful Dodger no elenco original de Oliver! em Londres, onde substituiu Davy Jones quando Jones e a maioria do elenco de Londres foram transferidos para Nova York para a peça da Broadway na peça.
Em meados da década de 1970, sua voz chamou a atenção de Abbey Road e do engenheiro Alan Parsons, do Dark Side of the Moon, que estava gravando o que seria o primeiro álbum The Alan Parsons Project, Tales of Mystery and Imagination. Whiting apresentou vocais principais na música "The Raven" e ele também narrou a introdução da versão musical de cinco partes de The Fall of the House of Usher no álbum original de 1976, que foi substituído por Orson Welles na versão remixada em 1987.
Em 1990, ele forneceu a voz ao cientista Urpney Urpgor na série infantil de televisão The Dreamstone. Depois de dublar o personagem por três temporadas, ele foi substituído por Colin Marsh pela quarta e última temporada.
Em 2014, ele se reuniu com Olivia Hussey para o filme Social Suicide (2015), o primeiro trabalho juntos nos 46 anos desde Romeu e Julieta.

## Vida pessoal
Em 1971, Whiting se casou com a modelo Cathee Dahmen e em 1972 eles tiveram uma filha, Sarah Beth Whiting. Eles se divorciaram em 1977. Em 1995, ele se casou com sua assistente Lynn Presser. Eles se divorciaram em 2011. Ele teve uma filha com Valerie Tobin, a diretora teatral Charlotte Westenra. Whiting encerrou sua carreira cinematográfica, em grande parte, em meados da década de 1970 e, posteriormente, colocou seu foco em sua carreira teatral como ator e escritor. Atualmente mora em Londres.

## Filmografia
| Filme     | Filme                                       | Filme               | Filme                                     |
| Ano       | Filme                                       | Personagem          | Notas                                     |
| --------- | ------------------------------------------- | ------------------- | ----------------------------------------- |
| 1968      | Romeu e Julieta                             | Romeu               |                                           |
| 1969      | Giacomo Casanova: Childhood and Adolescence | Giacomo Casanova    |                                           |
| 1969      | The Royal Hunt of the Sun                   | Martin jovem        |                                           |
| 1970      | Say Hello to Yesterday                      | Garoto              |                                           |
| 1972      | À la guerre comme à la guerre               | Franz Keller        |                                           |
| 1975      | Rachel's Man                                | Jacob               |                                           |
| 2015      | Social Suicide                              | Pai de Julia        |                                           |
| Televisão |                                             |                     |                                           |
| Ano       | Título                                      | Personagem          | Notas                                     |
| 1966      | The Wonderful Word of Disney                | Jimmy the Dip       | Episódio : "A Lenda do Jovem Dick Turpin" |
| 1973      | Frankenstein: The True Story                | Victor Frankenstein | NBC TV film                               |
| 1990-1994 | The Dreamstone                              | Urpgor (voz)        |                                           |